# Itō Seiichi
Itō Seiichi (伊藤 整一 Itō Seiichi, Y Đằng Chỉnh Nhất) (26 tháng 7 năm 1890 – 7 tháng 4 năm 1945) là một trong những đô đốc của Hải quân Đế quốc Nhật Bản trong Thế chiến thứ hai. Ông là chỉ huy trưởng của Đệ nhị hạm đội thuộc Hạm đội Liên hợp tham gia vào cuộc hành quân Ten-Go, trận đánh cuối cùng của Hải quân Đế quốc Nhật Bản tại mặt trận Thái Bình Dương trong Thế chiến thứ hai. Sau khi soái hạm Yamato bị đánh chìm, ông đã lui về phòng riêng của mình và chết theo tàu.

## Tiểu sử

### Khởi đầu sự nghiệp
Itō sinh tại hạt Miike, thị trấn Takada, Fukuoka (nay là thành phố Miyama, quận Fukuoka). Itō tốt nghiệp Học viện Hải quân Hoàng gia Nhật Bản năm 1911. Ông xếp hạng 15 trên tổng số 148 người và sau đó thực tập trên tuần dương hạm Aso và thiết giáp hạm Aki với quân hàm chuẩn úy.
Ông được phong quân hàm đều đặn và nhanh chóng: thiếu úy vào ngày 1 tháng 12 năm 1912, trung úy ngày 1 tháng 12 năm 1914 và đại úy ngày 1 tháng 12 năm 1917. Itō trở về Học viện quân sự hải quân năm 1923, tốt nghiệp khóa 21 với quân hàm thiếu tá. Sau đó, ông đã đi tham quan nước Mỹ từ tháng 5 đến tháng 12 năm 1927, và được phong hàm trung tá khi trở về.
Ngày 1 tháng 12 năm 1931, ông tiếp tục được phong hàm đại tá và được bổ nhiệm làm tùy viên hải quân tại Mãn Châu quốc từ tháng 3 năm 1932 đến tháng 11 năm 1933. Cùng với đô đốc Isoroku Yamamoto, Itō hiểu được sức mạnh vượt trội của nền công nghiệp Mỹ so với Nhật Bản, nên là một trong những người chủ trương duy trì mối quan hệ hữu nghị với Mỹ.

### 1933-1944
Tháng 11 năm 1933, Itō trở thành hạm trưởng lần đầu tiên, trên chiếc tuần dương hạm Kiso. Tháng 11 năm 1935, ông tiếp tục trở thành hạm trưởng của tuần dương hạm Mōgami và tuần dương hạm Atago vào tháng 4 năm 1936. Đến tháng 12 năm 1936, Itō là hạm trưởng thiết giáp hạm Haruna.
Ngày 15 tháng 11 năm 1938, Itō được thăng hàm chuẩn đô đốc và được bổ nhiệm làm tham mưu trưởng Đệ nhị hạm đội. Năm sau, ông vào làm việc trong Bộ hải quân. Sau 2 năm phục vụ tại đây, ông được chuyển sang chỉ huy Hải đội 8 Tuần dương hạm vào tháng 11 năm 1940 trước khi trở thành tham mưu trưởng hạm đội Liên hợp tháng 4 năm 1941. Tháng 9 năm đó, Itō trở thành phó tham mưu Bộ tổng tham mưu Hải quân Hoàng gia Nhật Bản. Ngày 15 tháng 10 năm 1941, ông được thăng hàm phó đô đốc.

### Chỉ huy trưởng Đệ nhị hạm đội
Tháng 12 năm 1944, Itō thay thế phó đô đốc Takeo Kurita trong chức vụ tổng tư lệnh Đệ nhị hạm đội. Cho đến thời điểm này, ông chưa từng lãnh nhiệm vụ trên mặt biển bao giờ và cũng chưa từng chưa từng biết qua kinh nghiệm chiến đấu nào trong suốt cuộc chiến vì ông chỉ làm việc trong Bộ tổng tham mưu Hải quân Hoàng gia kể từ khi chiến tranh Thái Bình Dương bắt đầu.
Ngày 5 tháng 4 năm 1945, đô đốc Soemu Toyoda, tư lệnh hạm đội Liên hợp đã ra lệnh cho Itō dẫn Đệ nhị hạm đội tấn công hạm đội Đồng Minh tại Okinawa. Cuộc tấn công của hải quân Nhật được mang tên gọi chính thức là cuộc hành quân Ten-Go. Lực lượng của Đệ nhị hạm đội tham gia cuộc hành quân này bao gồm siêu thiết giáp hạm Yamato, tuần dương hạm Yahagi và 8 khu trục hạm. Theo kế hoạch của Bộ tư lệnh tối cao, họ muốn Đệ nhị hạm đội đến Okinawa mà không có phi cơ yểm trợ và nhiên liệu chỉ vừa đủ cho lượt đi, và trong khi các hàng không mẫu hạm của đối phương đang bận đối phó với Đệ nhị hạm đội, phi trường Kanoya nằm ở cực nam Kyushu sẽ cho xuất kích nhiều Kamikaze tấn công hạm đội Mỹ ở Okinawa. Cuộc hành quân này lúc đầu đã bị nhiều sĩ quan phản đối vì cho rằng là một chuyến đi tự sát vô ích nhưng trước ý kiến đồng ý của Itō, họ đã phải đổi ý kiến đồng ý.
Phó đô đốc Ryunoskue Kusaka, sau chiến tranh đã giải thích về hành động của Itō:
""Khi nhận chức vụ tư lệnh Đệ nhị hạm đội, một hạm đội hữu danh vô thực, Itō đã chuẩn bị sẵn cái chết. Từng giữ chức vụ tham mưu trưởng khá lâu, ông ta cảm thấy có trách nhiệm về những thất bại liên tiếp của hải quân. Vào thời gian đó, chỉ có một vài người còn giữ được tâm trí bình thường, nhưng tinh thần Kamikaze đã thâm nhập hầu hết binh chủng hải quân."
Sáng ngày 7 tháng 4 năm 1945, trên đường đến Okinawa, Đệ nhị hạm đội đã bị máy bay xuất phát từ các hàng không mẫu hạm Mỹ tấn công. Chỉ trong 2 giờ, Yamato, Yahagi cùng 4 khu trục hạm khác đã bị đánh chìm. Khi soái hạm Yamato sắp chìm, Itō, đứng trên đài chỉ huy suốt trận đánh, đã hạ lệnh đình chỉ cuộc hành quân và bỏ tàu. Sau đó, ông lần lượt bắt tay các sĩ quan hiện diện trên đài chỉ huy trước khi lui vào phòng riêng để chết theo tàu. Yamato từ từ chìm xuống lúc 14 giờ 20 phút kèm theo một tiếng nổ khủng khiếp. Khoảng 3.700–4.250 thủy thủ Nhật đã chết trong cuộc hành quân này trong khi phía Mỹ chỉ mất 10 máy bay và 12 phi công thiệt mạng.
Sau khi tử trận, Itō được truy phong quân hàm đô đốc.